# پپه (فیلم ۱۹۶۰)
پپه (انگلیسی: Pepe) یک فیلم موزیکال به کارگردانی جرج سیدنی محصول سال ۱۹۶۰ کشور ایالات متحده آمریکا است.

## بازیگران
- کانتینفلاس در نقش Pepe
- دن دیلی در نقش Ted Holt
- شرلی جونز در نقش Suzie Murphy
- کارلوس مونتالبان در نقش Rodríguez (auctioneer)
- Vicki Trickett در نقش Lupita
- Matt Mattox در نقش Dancer
- Hank Henry در نقش Manager
- Suzanne Lloyd در نقش Carmen
- Carlos Rivas در نقش Carlos
- مایکل کالان در نقش Dancer
- ویلیام دمارست در نقش Movie Studio Gateman

### حضور افتخاری
- جوئی بیشاپ در نقش himself
- بیلی برک
- موریس شوالیه در نقش himself, performing a number
- چارلز کوبرن در نقش himself
- ریچارد کونته در نقش himself
- بینگ کرازبی در نقش himself
- تونی کرتیس
- بابی دارین در نقش himself, performing a number
- ان بی دیویس در نقش her TV character Schultzy
- سامی دیویس جونیور در نقش himself, performing a number in Las Vegas
- جیمی دورنتی در نقش man at casino
- ژاژا گابور
- جودی گارلند (voice only)
- گریر گارسون در نقش herself
- هدا هاپر
- ارنی کوواچ در نقش border official
- پیتر لافورد در نقش himself
- جنت لی
- جک لمون در نقش himself, wearing his outfit from Some Like It Hot
- دین مارتین
- جی نورث در نقش his TV character Dennis the Menace
- کیم نواک در نقش herself
- آندره پره‌وین
- دانا رید در نقش herself, talking to Edward G. Robinson
- دبی رینولدز در نقش herself, dancing with Cantinflas in a dream sequence
- ادوارد جی. رابینسون
- سزار رومرو در نقش a man next to a slot machine
- فرانک سیناترا در نقش himself